# ليلى دوس (إذاعية)
ليلى دوس، أول امرأة عربية تعمل كمذيعة راديو في الشرق الأوسط، كما شاركت في بعض مشاريع الأمم المتحدة والتي عملت بها لمدة 36 عاما بلا انقطاع حتى وصلت إلى منصب مساعد الأمين العام.

## السيرة الذاتية.
ليلى دوس، إذاعية مصرية وأستاذة في الادب الأنجليزى في جامعة القاهرة، ولدت في القاهرة عام 1921، تلقت تعليمها في الجامعة الأمريكية في القاهرة في الفترة عام (1941-1943) حيث حصلت على بكالوريوس في الفنون، عملت في إذاعة الدولة المصرية وأستاذا للأدب الإنجليزي والكتابة الإبداعية في الجامعة، قبل أن تبدأ حياتها المهنية الطويلة في الأمم المتحدة، بدأت حياتها المهنية الإعلامية كمنتج الراديو في يونيو 1944.

ثم مذيعة وذلك عندما أعلنت الخبر الذي صنع لها التاريخ في عام 1944، وهو خبر «إنزال نورماندي»، ذلك الغزو الذي انهى «الحرب العالمية الثانية»، وتقول في ذلك إنها وجدت نفسها أمام هذا الموقف عالقة، حيث لم يتواجد أحد في الإذاعة لأعلان هذا الخبر.

ثم إنضمت إلى شعبة إذاعة الأمم المتحدة في عام 1947، وعملت في مراكز المعلومات المختلفة حتى تم تعيينها مساعد الامين العام لشؤون الموظفين، إلى أن تقاعدت في عام 1982.

كما تقلدت عدة مناصل حيث كانت مديرا لشعبة الأمم المتحدة للمعلومات الاقتصادية والاجتماعية، ورئيس الحملة الإعلامية للسنة الدولية للطفل، وبعد خروجها من الامم المتحدة بقيت نشطة في مجال الشؤون الدولية، وعلى رأسهم «العالم في الأمم المتحدة»، وهو برنامج دراسة ميدانية في جامعة فوردهام، كما درست دورات على التعددية والاتصالات الدولية في جامعة لونج آيلاند.

كما كانت واحدة من أطول أعضاء خدمة "IAWRT"، وهو عضو مجلس إدارة الفصل الولايات المتحدة الأمريكية، وكانت لا تزال تشارك بنشاط في مشاريع الأمم المتحدة و"IAWRT" في سن ال 95. 

وعلى الرغم من ضعف حالتها الجسدية حضرت حدث "IAWRT"،"استكشاف استراتيجيات للقضاء على عدم المساواة بين الجنسين في "وسائل الإعلام"، الذي عقد بالتوازي مع لجنة ال60 حول وضع المرأة في نيويورك في مارس 2016.

## المناصب التي تقلدتها.
- أنضمت إلى قسم الراديو بالأمم المتحدة عام 1947.[2][4]
- رئيس دائرة الإعلام، ومنظمة الأمم المتحدة للتنمية الصناعية منذ عام 1967.[1]
- محاضر في الأدب الإنجليزي والكتابة الإبداعية، الجامعة الأمريكية، القاهرة، 1944-1946.[1]
- محاضر في وسائل الإعلام والشؤون الدولية.[3]
- مدير شعبة الأمم المتحدة للإعلام الاقتصادي والاجتماعي، ورئيس الحملة الإعلامية للسنة الدولية للطفل.[3]
- عملت بالأمم المتحدة حتى عام 1982، إلى أن خرجت على المعاش.[1]

## الوفاة.
بعد صراع مع المرض، توفيت في اليوم الموافق الحادي عشر من يوليو عام 2016.